# خليفة القطان
خليفة علي حسين القطّان, (1934- 27 يونيو 2003) فنان تشكيلي كويتي، ينتمي إلى عائلة كويتية معروفة، كان أول كويتي ينظم معرضا فنيا شخصيا عام 1953 في الكويت. اهتم بالنحت والرسم. عمل معلما وهو في سن السابعة عشر. حصل على شهادة تؤهله ليكون تقنيا في مجال «النجارة» من معهد ليستر في بريطانيا عام 1958. بعد عودته للكويت التحق بكلية التكنولوجيا في الشويخ كمعلم لمادة النجارة ثم عمل كمشرف على الإنشاءات وليتفرغ في بداية الستينات للعمل في المرسم الحر. هو صاحب نظرية الدائرية في الرسم (Circulism) وهي اتجاه يقوم على فلسفة تعتمد الدراما الإنسانية أساسا لها.و التي ابتكرها عام 1962 .
أختير ليكون أول رئيس الجمعية الكويتية للفنون التشكيلية عام 1967، خلف العديد من الأعمال الفنية.كما أنه أحد مؤسسي الاتحاد العام للفنانين التشكيليين العرب عام 1972. عضو صداقة بالأكاديمية الملكية للفنون بلندن.

## نظرية الدائرية
الدائريةأو السيركلزم (بالإنجليزية: Circulism)‏ في الرسم هي نمط جديد بالرسم اوجده الفنان التشكيلي الكويتي الراحل خليفة القطان عام 1962 تقوم هذه النظرية على اتجاه يقوم على فلسفة تعتمد الدراما الإنسانية أساسا لها.
تنقسم خواص الدائرية إلى أسلوب الرسم وإلى المفهوم النظري، فكأسلوب للرسم تتميز باستخدام الخطوط الدائرية والمنحنية والتي ترمز لمفاهيم الحركة والوقت والتطور والتغيير، كما تتميز باستخدام الألوان النقية والشديدة والتي تعتبر رموزا تعبر عن المشاعر والمفاهيم المختلفة، أما كمفهوم نظري فهي تعتبر نظرية واقعية تتناول قضايا الحياة الإنسانية والسياسية والاجتماعية والعقائدية والفلسفية، كما أنها نظرية رمزية تعتمد على الرموز والمناظر الخيالية للتعبير عن الأفكار.

## تكريمه
كرم مرتين خارج الكويت:
- كرمته وزارة الثقافة بجمهورية الصين ودعته لإقامة معرض شخصي له في بكين عام 1981.
- كرم من قبل حاكم الشارقة الشيخ الدكتورسلطان بن محمد القاسمي كفنان عربي مبدع ومتميز وذلك أثناء إقامة معرض بينالي الشارقة الدولي الأول عام 1993.

## معارضه
أقام الفنان الراحل العديد من المعارض الفنية في العديد من العواصم والدول ومنها:
- الكويت سبعة معارض حيث أقام في الكويت أول معرض فني تشكيلي عام 1953.
- إيطاليا ستة معارض.
- القاهرة ثلاثة معارض.
- لندن معرضان حيث كان أخر معارضة التي أقامها قبل وفاته في مجمع الوايتليز في لندن عام 1996.
- بيروت،المنامة، الدوحة والرباط.
- الخفجي في السعودية.
- بكين حيث دعته وزارة الثقافة الصينية لأقامة معرض وتم تكريمه خلاله.
- بغداد.
- تونس مرتين.
- باريس وفرانكفورت.

## الزواج
تزوج من ليديا، طالبة إيطالية تدرس التمريض في كلية لستر عقد له عقد الزواج الشيخ علي الجسار في المحكمة عام 1959م وقد كان الشهود أحمد ومحمد اليتامى بعد أن أعلنت إسلامها.
وقد أنجب منها بنت واحدة وتخرجت وهي الآن متزوجة ولديها ولد واحد.